# Шитов, Виталий Алексеевич (футболист)
Вита́лий Алексе́евич Ши́тов (род. 7 мая 2003, Ярославль) — российский футболист, полузащитник клуба «Тюмень». Брат-близнец Владислава Шитова.

## Клубная карьера
Родился в Ярославле. В 6 лет начал заниматься футболом вместе с братом-близнецом Владиславом в филиале ЦПЮФ «Шинника», а потом и в основную академию ярославского клуба. Первый тренер — Ренат Дубинский. В 12 лет братья вместе с «Шинником» приехали на турнир в Москву, хорошо показали себя, и были приглашены на просмотр в московские «Локомотив», ЦСКА и «Спартак». Братья перешли в академию «Спартака», так как отец футболистов всегда симпатизировал этому клубу. 13 мая 2017 года вместе со «Спартаком-2003» стал победителем первенства России среди команд спортивных школ, а Виталий был признан лучшим полузащитником финального турнира.
С лета 2019 года начал выступать в Юношеской футбольную лигу. 12 сентября 2019 года дебютировал в матче ЮФЛ 3-го тура против «Краснодара» (0:1), в котором вышел на замену. Всего в лиге выступал с 2019 по 2021 год, проведя 10 матчей, забив один мяч и сделав две голевые передачи.
Летом 2020 года был переведён в молодёжную команду «Спартака». 16 сентября 2020 года дебютировал в молодёжном первенстве во 2-м туре против «Ростова» (4:1), выйдя в стартовом составе. 3 апреля 2021 года забил первый гол в 19-м туре московскому «Локомотиву».
С осени 2020 года начал привлекаться в состав «Спартака-2». 9 октября 2020 года дебютировал на профессиональном уровне в первенстве ФНЛ, выйдя во втором тайме матча 14-го тура против песчанокопской «Чайки» (1:2), также на 79-й минуте забил свой первый мяч на профессиональном уровне. Всего в сезоне 2020/21 в ФНЛ провёл 14 матчей и забил один мяч, а в молодёжном первенстве провёл 14 матчей и забил два мяча. 26 июля 2021 года продлил контракт со «Спартаком» до лета 2024 года. Всего за «Спартак-2» с 2020 по 2022 год провёл 46 матчей и забил два мяча.
30 июня 2022 года продлил контракт со «Спартаком» до 31 мая 2026 года.
С августа 2022 года начал попадать в заявку на матчи основного состава «Спартака». 15 сентября 2022 дебютировал в клубе, заменив на 85-й минуте Миху Мевлю в матче 2-го тура группового этапа Кубка России против воронежского «Факела» (3:0). 23 октября 2022 года сыграл свой первый матч в РПЛ, выйдя на 85-й минуте вместо Шамара Николсона в 14-м туре против «Химок» (5:0).
17 февраля 2023 года перешёл на правах аренды в петербургскую «Звезду» до конца сезона 2022/23, выступающую во Второй лиге. 27 февраля 2023 года дебютировал за клуб в матче 1/4 финала Кубка России против «Пари НН» (0:2), проведя на поле всю игру. Всего за «Звезду» провёл 13 матчей во всех турнирах.
28 июня 2023 года был арендован «Тюменью», выступающей в Первой лиге, до конца сезона 2023/24. 17 июля 2023 года дебютировал за клуб в матче 1-го тура Первой лиги против «Химок» (3:1). 23 сентября 2023 года забил первый мяч за «Тюмень» в матче 11-го тура Первой лиги против «Кубани» (1:1), отличившись на 12-й минуте встречи. Всего в сезоне 2023/24 провёл 32 матча, в которых забил пять мячей и сделал три результативные передачи.
21 июня 2024 года перешёл на правах аренды в московское «Торпедо» до конца сезона 2024/25 без возможности выкупа прав на игрока. Дебютировал за клуб 14 июля 2024 года в матче 1-го тура Первой лиги против «СКА-Хабаровска» (4:0), выйдя на 68-й минуте встречи, а на 85-й минуте забил свой первый мяч за клуб. Всего за команду во всех турнирах провёл семь матчей и забил два мяча. 13 января 2025 года досрочно вернулся в «Спартак».
20 января 2025 года был вновь арендован «Тюменью». В сезоне 2024/25 провёл за клуб восемь матчей и забил один мяч. 
В июле 2025 года стал игроком «Тюмени» на постоянной основе.

## Карьера в сборной
С 2018 года регулярно вызывался в сборные России различных возрастов. С 2018 по 2019 год под руководством тренера Дмитрия Хомухи провёл девять матчей и забил два мяча за сборную России до 16 лет. С 2019 по 2020 года выступал под руководством тренера Станислава Коротаева за сборную России до 17 лет и провёл шесть матчей, забив один мяч. В 2021 году вызывался в команду до 18 лет, за которую провёл четыре матча и забил один мяч.
27 августа 2021 года был впервые вызван Станиславом Коротаевым в сборную России до 19 лет. 2 сентября 2021 года дебютировал за сборную до 19 лет в матче против Франции (2:5). 6 октября 2021 года забил первый мяч в матче против сборной Хорватии (3:3).

## Статистика выступлений
| Выступление        | Выступление       | Выступление      | Лига | Лига | Кубки | Кубки | Итого | Итого |
| Клуб               | Лига              | Сезон            | Игры | Голы | Игры  | Голы  | Игры  | Голы  |
| ------------------ | ----------------- | ---------------- | ---- | ---- | ----- | ----- | ----- | ----- |
| Спартак (Москва)   | РПЛ               | 2022/23          | 1    | 0    | 1     | 0     | 2     | 0     |
| Спартак (Москва)   | Итого             | Итого            | 1    | 0    | 1     | 0     | 2     | 0     |
| → Спартак-2        | ФНЛ               | 2020/21          | 14   | 1    | —     | —     | 14    | 1     |
| → Спартак-2        | Первый дивизион   | 2021/22          | 32   | 1    | —     | —     | 32    | 1     |
| → Спартак-2        | Итого             | Итого            | 46   | 2    | —     | —     | 46    | 2     |
| → Звезда (СПб)     | Вторая лига       | 2022/23          | 12   | 0    | 1     | 0     | 13    | 0     |
| → Звезда (СПб)     | Итого             | Итого            | 12   | 0    | 1     | 0     | 13    | 0     |
| → Тюмень           | Первая лига       | 2023/24          | 32   | 5    | 0     | 0     | 32    | 5     |
| → Тюмень           | Итого             | Итого            | 32   | 5    | 0     | 0     | 32    | 5     |
| → Торпедо (Москва) | Первая лига       | 2024/25          | 5    | 1    | 2     | 1     | 7     | 2     |
| → Торпедо (Москва) | Итого             | Итого            | 5    | 1    | 2     | 1     | 7     | 2     |
| → Тюмень           | Первая лига       | 2024/25          | 8    | 1    | 0     | 0     | 8     | 1     |
| → Тюмень           | Итого             | Итого            | 8    | 1    | 0     | 0     | 8     | 1     |
| Тюмень             | Вторая лига («А») | 2025/26          | 5    | 1    | 0     | 0     | 5     | 1     |
| Тюмень             | Итого             | Итого            | 5    | 1    | 0     | 0     | 5     | 1     |
| Всего за карьеру   | Всего за карьеру  | Всего за карьеру | 109  | 10   | 4     | 1     | 113   | 11    |